# M/S Kronprins Frederik
|  | Artiklen omhandler færgen bygget i 1941. For den tidligere storebæltsfærge bygget i 1980-81 se M/F Kronprins Frederik |
M/S Kronprins Frederik var en færge, der blev bygget i 1941 af Helsingør Skibsværft til rederiet DFDS. På grund af 2. verdenskrig blev skibet imidlertid først leveret i 1946 til DFDS, der indsatte det på ruten Esbjerg – Harwich. Færgen forblev i drift på ruten indtil 1953, hvor skibet blev hærget af en stor brand og sank i Harwich. Efter en stor reparation, sejlede skibet atter mellem Esbjerg og Harwich indtil 1964. I 1964 og 1965 var ruten Esbjerg-Newcastle og fra 1966 til 1972 var skibet indsat på forskellige ruter med anløb i bl.a. Newcastle, Reykjavik og Torshavn.
I 1974 blev skibet oplagt i Trangraven og sat til salg. I 1976 blev det solgt til Arab Navigation Co., Suez, Egypten og omdøbt til Patra. Julenat 1976 sank skibet efter en brand i Det Røde Hav 50 sømil fra Suez. 102 personer omkom.
M/S Kronprins Frederik havde et søsterskib M/S Kronprinsesse Ingrid der sejlede mellem Esbjerg og Newcastle i England.